# Arbejde (fysik)
 For alternative betydninger, se Arbejde. (Se også artikler, som begynder med Arbejde)
I fysik er arbejde (symbol W, eng. Work) en energimængde, som overføres fra et system til et andet system. Det ene system får mindsket sin energi med arbejdet, og det andet system får øget sin energi med arbejdet.
Arbejde eller energiændring målt pr. tidsændring (energioverførselshastighed) kaldes effekt og måles i SI-enheden watt eller den forældede enhed hestekraft.
F.eks. er (mekanisk, elektrisk...) arbejde det, som en kraft (fastsiddende i ét system) udfører på en partikel (andet system), givet ved prikproduktet af kraften og forskydningen (af partiklen), begge opfattet som vektorer. I det mere generelle tilfælde, hvor partiklen følger en krum bane, må arbejdet beregnes som et kurveintegral. Måleenheden for arbejde bliver newton gange meter, og denne enhed kaldes joule, så der gælder altså 1 J = 1 N·m.
Et andet fysisk arbejde er termodynamisk arbejde, som optræder eksempelvis, når en mængde gas i en cylinder ændrer volumen ved, at et stempel flytter sig som følge af den kraft, der skyldes forskelle i tryk. Også her beregnes arbejdet som kraft gange forskydning.
Begrebet arbejde blev udviklet i 1800-tallet i forbindelse med den teoretiske beskrivelse af maskiner (som for eksempel dampmaskinen og Stirlingmotoren), der kunne udføre, hvad der svarede til en mands eller et trækdyrs arbejde. Den fysiske størrelse arbejde kan tjene som en god teoretisk indfaldsvinkel til begrebet energi som den er meget nært forbundet med.
Inden for idræt kan man måle det arbejde, som et menneske kan udføre, med et ergometer (udformet som for eksempel en kondicykel eller en romaskine).